# Accord anglo-marocain de 1895
L'accord anglo-marocain du 13 mars 1895 est un accord où le Royaume-Uni reconnait la souveraineté marocaine sur les terres allant de l'Oued Draa au Cap Boujdour au Sahara Occidental. Toutefois la formulation est vague et n'affirme pas à quelle profondeur dans les terres s'exerce cette souveraineté.
Cet accord fait suite à l'occupation d'une partie du Sahara par les Anglais où fut construit le comptoir commercial Casa del Mar de Cap Juby par Donald Mackenzie que le Maroc racheta pour obtenir le départ des anglais. 